# Pentraeth

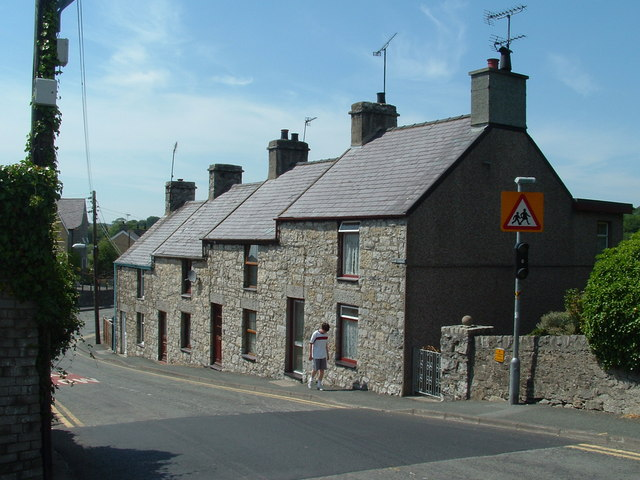
Nant Terrace, Pentraeth.

Pentraeth es un pueblo en la isla de Anglesey (en galés: Ynys Môn), al norte de Gales. El código postal del Royal Mail empieza por LL75.
Su nombre en galés significa al final de (o principio de) una playa, y se localiza cerca de Traeth Coch (Bahía Muelle Rojo). Hay un pequeño río, Afon Nodwydd, que lo atraviesa. El antiguo nombre del pueblo era Llanfair Betws Geraint. En 1170 fue el sitio de una batalla cuando Hywel ab Owain Gwynedd desembarcó con una armada alzada en Irlanda en un intento de proclamar una parte del reino de Gwynedd tras la muerte de su padre Owain Gwynedd. Fue derrotado y asesinado aquí por las fuerzas de sus semi-hermanos Dafydd ab Owain Gwynedd y Rhodri.
En 1859, Charles Dickens permaneció en el pueblo durante su viaje, como periodista del The Times, para visitar el naufragio del Royal Charter en Moelfre. Una vez hubo una estación de ferrocarril en el pueblo, sobre la línea rama Bahía Muelle Rojo.
La localidad tiene un equipo de fútbol (Pentraeth F.C.) que juega en la Liga de Anglesey, y ganó la Copa Megan en 2005/06.